# Vančurové z Řehnic
Vančurové z Řehnic (německy Wanczura von Rzehnitz) byli český šlechtický rod. Patřili k vladyckému a později panskému stavu. Svůj přídomek odvozovali od vsi Řehnice u Mladé Boleslavi.

## Historie
Vančurové byli starý český vladycký, rytířský a později panský rod. V erbu i klenotu stojící v paroží divý muž v modrém poli, opásán listovím, držící v pravé ruce věnec. Netradiční figura má kořeny zřejmě ještě v předkřesťanské tradici nebo vyjadřuje sepětí s přírodou – její animální silou.
Historie k tomuto rodu zmiňuje jednoho Vančuru z Řehnic, který se proslavil službou králi Přemyslu Otakaru II. službou v Rakousích. Dalším z rozrodu tohoto bohatě větveného rodu byli synové Bohuslava Vančury z Řehnic a Ludmily z Hrabiků – bratři Bohuslav, Luboslav a Martin. Tento rod obýval tvrz Dětřichov v severních Čechách, a psali se z Řehnic a Dětřichova. Bohuslav se stal dědicem rodového majetku, Luboslav se věnoval obchodování a Martin byl určen pro církevní dráhu. Poté, co se Bohuslav ujal dědictví, však Luboslava vyhnal a Martinovi přestal platit církevní výchovu, což vedlo nakonec až k tomu, že Martin opatovický klášter roku 1408 opustil, a stal se písařem vojska Jana Sokola z Lamberka. Sled dalších události nakonec způsobil, že Martin se stal svědkem bitvy u Grunwaldu roku 1410. Po návratu do Prahy se jako vzdělanec (uměl dva jazyky) uchytil ve službě v Praze a postupně – i díky kázání mistra Jana Husa – se přiklonil k husitství. Ironií osudu pak byl účasten i vypálení kláštera v Opatovicích, odkud byl kdysi vyhnán kvůli neplacení rodinné renty jako výchovného opatovickému klášteru jeho bratrem.[zdroj⁠?!]
Prvním historicky doloženým členem rodu se uvádí Václav (zřejmě syn Marina Václava Karla Vančury z Řehnic a Dětřichova), zvaný Vančura z Řehnic, který se roku 1448 vypravil s žoldnéři Jiřího z Poděbrad na Prahu, a když Poděbrad město ovládl, patřil vladyka z Řehnic k těm stoupencům, kteří měli nárok na odměnu a ochranu. Statek v Řehnicích drželi až do roku 1726, neuplynulo však ani sto let a rozšířili rodinný majetek o další statky na Boleslavsku – např. Krnsko, Vtelno, Brodce, Studénku a Valečov.
Na začátku 16. století rod rozvětvil na starší a mladší větev. Mladší vymřela koncem 16. století. Starší větev se dále rozdělila na několik odnoží. Dobrý hospodář Jiří získal velké jmění a svým osmi synům přenechal značné dědictví.
V předbělohorské době patřil k zámožným, jeho příslušníci se v zápasech opozičních stavů s Habsburky příliš neexponovali. Po bitvě na Bílé hoře doplatili na sympatie s povstáním nejtvrději Jiří Šťastný Vančura a jeho synovec Adam Kašpar Vančura, protože jejich statky ležely v zájmové oblasti Albrechta z Valdštejna. Jiří Šťastný Vančura odešel do emigrace a bojoval proti Habsburkům v saském a švédském vojsku, kdežto Adam Kašpar Vančura se stal zakladatelem té linie rodu, která se s Habsburky smířila a dočkala se dne 5. dubna 1746 povýšení do českého stavu starožitných pánů.
Jan Josef Jáchym Vančura z Řehnic budoval svou kariéru, začínal jako rada a zemský soudce a přes purkrabího se dostal až k místu nejvyššího písaře. V roce 1748[zdroj?] získal úřad korouhevníka rytířského stavu. Jeho synovec Václav Rudolf byl povýšen do panského stavu.
Zámek Slabce vystavěl na začátku 18. století svobodný pán František Karel Vančura z Řehnic, současně založil při zámku park. 
Příslušníci rodu působili jako krajští hejtmané, císařští úředníci či sloužili v armádě. Posledním z jedné větve rodu Jindřich zemřel bez potomstva roku 1834.
Protestantská větev rodu musela po bitvě na Bílé hoře z Čech uprchnout. Později se do Čech vrátila, ovšem nikdy již nedosáhla významnějších pozic. K této rodinné větvi se hlásil například i spisovatel Vladislav Vančura a Jiří Mahen (vlastním jménem Antonín Vančura, jejich dědové byli bratři). Román Markéta Lazarová vychází prý z rodinné pověsti. Po přeslici potomci rodu stále žijí v Praze (rodina Stránských).

## Erb
V jejich erbu byly v modrém poli zlaté jelení parohy, na nich stojí divý muž držící v pravici zelený věnec.

## Příbuzenstvo
Spojili se s Kinskými, Dobřenskými, s Bukovskými z Hustířan, Kaplíři ze Sulevic, Vratislavy z Mitrovic, Smiřickými či pány z Adlaru.